# 香港中學文憑考試
香港中學文憑考試（英語：Hong Kong Diploma of Secondary Education Examination），慣稱「文憑試」或，是香港考試及評核局自2012年起舉辦的公開考試，為六年制中學的畢業試。该考试是三三四高中教育改革的一部分。

## 背景
自香港開埠初期，香港大學一直都是全港唯一的大學。從上世紀中起，大學學位數目不停增加，直至九十年代已有8間大學教育資助委員會其下院校提供學士課程。香港高級程度會考只用作香港大學收生之用，因此設計得較為艱深；但隨著專上學院學位的增加，學生生源減少，已不再需要精英式的香港高級程度會考。昔日科技人才待遇優厚，故會考有數學、附加數學兩科，高考提供純粹數學、應用數學兩科，但工業北移，改制後最多只能考1.5科數學，數學延伸部份教學時間等於半科選修科。
2000年代起，香港推出拔尖計劃，即會考六科A級或5*等級的學生，完成中六後不需要讀中七及無需參與香港高級程度會考便可直升大學。高考作為分辨頂尖學生的公開試能力減弱，會考亦足以分辨學生的優劣。因此，香港社會要求改革學制的聲音漸漸出現。

## 簡介
文憑試與香港中學會考一樣，兩者為普及教育的考試。其中分數較高的學生，可以透過大學聯合招生辦法入讀香港各大學的學士課程。分數較低的文憑試考生亦也可選擇升讀副學士或高級文憑。然而獲5科第2級（DSE 10分）或以下和會考不足五分的學生（大約30-40%）的學生則需就讀一年的毅進計劃才等同昔日會考五科合格的成績，他們的學歷既不等同一年的高考學歷，不等同副學士先修班的學歷，只和昔日會考不足五分考生的學歷相若。文憑試5科4級以上的成績等同昔日會考的14分，即為全港最高分的17000人，大約等於高考的最低門檻，即合格邊緣分數，他們的最後一年課程等同高級程度會考的第一年中六課程的僅僅合格成績，而文憑試5科2級以上的學生約45000人，與昔日會考5科合格人數相約，因為這批學生的程度未及應考高級程度會考基本底線，他們最後一年的課程和昔日香港專業教育學院文憑的第一年課程相若。
然而，香港大學仍然保留昔日高考4科E級以上成績為最基本入學條件，即過去的會考14分以及現今的5科4級，即使有數科最高等級5**而沒有5科4級亦不視為等同當年的高考合格，而文憑試考獲5科5級的人數約5000人，與昔日的會考22分以上以及高考平均5D以上人數相若，文憑試考獲30分（5科5*級以上）的人數約1500人，與昔日會考27分以及高考平均5C人數相若（即把DDBBD成績算入5C），然而高考5科全C以上人數只有1000人以下。文憑試5**、5*、5、4、3、2分別與會考的A、B、C、D、E的人數相若，但文憑試各級的人數比會考略少，而1級與U級則和會考F級和U人數相若。會考的分數可以和文憑試作出直接的對比，大約各佔1/4的文憑試本來可升讀高考以及副學士先修班的考生成績可以和中六程度的高級補充程度會考以及副學士先修班作出分數的對比，而近半不及五科二級的文憑試考生以及會考不足五分的考生仍持相約的學歷，都要先報讀毅進計劃才取得會考五科合格的學歷。會考的分數因為應考的人數，組成和文憑試的考生近乎一樣，文憑試分數可以和會考作直接的對比，但文憑試和高考的對比則需要首先抽取合資格升上中六的考生再作成績的參照，而最高分數的17000人，是舊制大多數應考高考考生的最低會考分數，即會考14分，和DSE考取5科4級人數相若，是香港中學文憑考試以及香港中學會考和高級程度會考對比的參考點，DSE最佳5科成績的績點普遍提升了五分，包括最佳成績的三十分提升到三十五分，以及毅進計劃畢業相若分數由會考五分提升到十分，因為舊制的F級亦視為DSE 1分的成績，而考取0分的人數比會考急劇下降，如舊制5科F亦視為新制的5分。

## 學制改變
隨住香港的專上教育普及，由50年前的只有一所大學提供學士課程大量提升到超過十間機構可提供學士課程，因為全港學位數量大增，本來只為選拔數千人的香港大學入學試的香港高級程度會考不能有效地選拔接近20,000學士學位的八大以及非八大的學士學生，很多非八大學士課程亦收取高考不達標的考生，亦多以會考成績收生或附以高考成績作收生標準，如樹仁、演藝、都會、VTC學位課程等，香港大學學位數目比升中六最低要求更多，而學位課程授權學校人數亦不斷在增加中如VTC學位課程、能仁書院等校，而從前身為香港大學入學試的香港高級程度會考取得大學入學最低要求成績的人數漸漸跟不上學位增加的數量，而普及教育的考試香港中學會考以及香港中學文憑考試已足夠從7萬多名日校考生以至全體考生中抽取最高分的萬多兩萬名精英，取消舊制乃應對學位增加的趨勢。人口超過香港十倍的英國只有124所大學以及學院提供學士課程給本地，大量的歐盟以至為數不少的全球學生，英國學生大學入學率也不足20%，而曾為英國殖民地的香港和新加坡也有相近的制度以及大學入學率，即三年初中、二年高中的普及教育以及二年經篩選後程度較深的預科教育，而香港教育制度則改為美式以及台式的一次性三年初中、三年高中普及教育入學試，而美國和台灣的大學入學率甚至達90%以上，學位的增加以及精英篩選試的取消亦意味香港的教育由精英制轉向普及制。
會考A、B總和即使在最高理科只有14%、商科約10%、文科約8%，其餘更冷門科目如設計與科技都在0-3%之間，DSE將會考的A、B以及大部份的C級組成全新的5級，全新的5級是會考A-B級總和的2-3倍，但人數上少於會考C級，使考取頂級學生達到全部學生的1/4，而會考大部份科目只有0.1%-1%取得A級，熱門科目也只有5%左右，但5**和5*仍保留和會考的A級和B級對照，整體學生得到的分數大幅地提高，得到頂級分數的學生是昔日的5-40倍，同時保留會考的各等級。香港的學制改革使香港本為行英式的2-2-3精英制（英國人口為香港十多倍，但只有123間公立大學以及學位機構），人口為香港一半的新加坡到現今亦只有6間公立大學，走向美式以及台式的普及制，即3-4教育（3年高中，4年大学），而台灣的大學入學率（包括公立及私立）是近乎100%的適齡學生，而香港一個城市已經有近乎20間學位頒發機構，更多的私立學院如東華學院、珠海学院亦不停尋求正名。

## 科目內容及評級方法
香港中學文憑考試提供三類科目供文憑試生報考。 考生通常報讀六至七科，最多可以報考八科及數學延伸部分（俗稱八科半）。2024年前，如果考生報考八科，第八科限定為甲類科目的倫理與宗教、音樂、體育、視覺藝術其中一科，或乙類科目，或丙類科目。2024年起，該規定取消。

### 甲類科目
甲類科目指包括「核心科目」在內的傳統科目。文憑試評級採用「水平參照」模式，以五個等級，科目等級以第1至5級（Level 1-5）表示，當中第1級為最低，第5級為最高。為配合大學招生，在第5級後再設5*及5**級，授予考獲5級考生中的成績優秀者，以便大學更仔細甄選學生。缺考的學生會以「ABS」（Absent）標示。而「UNCL」（Unclassified）一般是指考生在該科目的作答非常差劣、或書寫無關的內容，是不予評級的意思。
中國語文、英國語文、數學及公民與社會發展科（2023/24學年起取代原通識教育）這四科被稱為「核心科目」，考生必需於該等科目達到相應成績，才符合大專院校課程的入讀資格。值得留意的是，數學科延伸課程並不視同一個獨立科目，但等級會分開計算。2024年起，各大專院校在計算入學分數時均會視數學科延伸課程為一個獨立的選修科。但大部分情況下，延伸部分取得第2級而必修部分取得第1級或以下並不能取代數學必修部分要求第2級的成績。
有別於以往會考採用的「常模參照」（Norm-referenced test）評級方法，俗稱「拉Curve」。學生各科成績分為A至F級，表現低於F級的成績被評為U，即「未能評級」。
考評局進行常模參照評級時，會選定一批近年在公開試中表現較穩定的學校為「對照組」，以鑑定在該次考試中，對照組學校按預定百分比考取不同等級的學生得分，稱為臨界分數（Cut-off Score）；再根據臨界分數，考生須獲得相應的分數才能達到某個等級。不過，常模參照主要比較學生的相對表現，未能顯示學生的知識水平和實際具備的能力。
考評局的公開考試委員會並不會對外公布臨界分數，但有坊間非官方機構會進行統計每一年的DSE的臨界分數。 每年文憑試每科的臨界分數都會因應該年考生的表現而有所不同，但由於每年的試卷難度相約，同一科目於不同年份的臨界分數理應没有太大差別，因此歷屆文憑試的臨界分數依然具參考價值。

### 乙類科目（應用學習）
在2017-2019學年，可供選修的應用學習課程（Applied Learning，ApL）科目為35個。這為舊學制下職業導向課程（Career Oriented Course）的延續。課程著重實用及職業領域關連，讓學生有多元化的學習體驗。
乙類應用學習科目的評核工作由個別課程機構提供者負責，並由考評局進行調整。成績分為「達標」和「達標並表現優異」，而「達標」的水平相當於甲類科目第2級的成績。表現低於「達標」的水平將被定為「未達標」。
從2018年起，應用學習科目的成績可以再細分為「達標」、「達標並表現優異（I）」和「達標並表現優異（II）」。「達標並表現優異（I）」的表現水平等同文憑試甲類科目第3級的成績，而「達標並表現優異（II）」的表現水平則等同第4級或以上的成績。而應用學習中文（非華語學生適用），則繼續用「達標」和「達標並表現優異」。

### 丙類科目（其他語言）
此類別乃中文及英文以外的語言科目。
在2012至2024年，科目包括法語、德語、日語、印地語、西班牙語及烏爾都語。評核採用劍橋大學國際考評部的高級補充程度試題，亦由該大學的國際考試部進行評級工作。科目等級會以a級-e級表示，a級為最高，e級為最低，成績低於e級者不予評級（Ungraded）。口語能力部分成績會分別列出，由高至低分別為優異、良好及合格，低於合格者不會在證書上列出。
由2025年起，取消採用剑桥大学國際考評部的高級補充程度試題，改為應考由相關官方考試提供機構在香港舉辦的指定語言考試，並直接向考試行政機構報名參加有關考試。科目包括法語、德語、日語、西班牙語及韓語，在應考文憑試前的兩年內達到最低要求的級別便可以選擇於文憑試成績表上列出，其中日語需達到N3級或以上，韓語需達到3級或以上，其餘語言則需達A2級或以上。
由2026年起，烏爾都語會再次加入成為丙類科目，若果該科目要獲納入文憑試成績，則須在應考文憑試的前兩年內在巴基斯坦政府認可的官方語言考試中至少取得E級成績。
非華語學生可以上述丙類科目取代甲類的中國語文作為大學入學基準，其他學生可視之為選修科目。
| 科目     | 指定語言考試                                                                                                 | 考試執行機構                     | 納入文憑試成績匯報的語言能力水平 |
| -------- | --- | -------------------------------- | -------------------------------- |
| 法語     | 法語鑑定文憑： - Diplôme d'études en langue française (DELF) - Diplôme approfondi de langue française (DALF) | 香港法國文化協會（AFHK）         | A2 或以上                        |
| 德語     | 歌德證書 Goethe-Zertifikat                                                                                   | 香港歌德學院                     | A2 或以上                        |
| 日語     | 日本語能力試驗（JLPT）                                                                                       | 香港日本語教育研究會             | N3 或以上                        |
| 韓語     | 韓國語能力考試（TOPIK）                                                                                      | 韓國國際學校，香港               | TOPIK II, 3 級或以上             |
| 西班牙語 | 對外西班牙語水平證書 Diplomas de Español como Lengua Extranjera (DELE)                                       | 香港伍倫貢學院                   | A2 或以上                        |
| 烏爾都語 | 烏爾都語（國際）考試                                                                                         | 伊斯蘭堡中級和中等教育聯邦委員會 | E 級或以上                       |

## 文憑試和中學會考等級分佈比較以及「零分」學生大幅減少
文憑試考獲5**級（7分）的人數只有會考A級的6成左右，考獲5**和5*級的人數則比會考A–B級少了4%，但仍比會考A級的總人數多約2.5倍，所以絕大部份5*級學生成績等同會考A–B級，同時DSE考獲5級或以上的人數為會考A級總和的5–6倍，但比會考C級少一些，而其餘4、3、2則和會考的D、E級百份比人數相約。
會考的選修科及格率只有大約75%，等同DSE的2或3級。要注意的是73–77%的考生等同DSE的第2–3級和會考的E級，而90%的考生等同DSE的第1–2級和會考的F級，即會考5–6科F級（75–90%）就會取得0分，而DSE5科在75–90%（1–2級）亦可以取得不多於10分。
會考的F級（更早前有G級和H級）是考獲的90%以後，則和DSE的1級（97%）等同，即使會考全U的學生，DSE大都在5分以下，差生在文憑試取分比會考容易得多，所以考取0分的人數由數萬人急劇下降為數百人。

## 應考概況
香港考試及評核局於2010年為學校考生舉辦最後一次的會考，及於2012年舉辦最後一次高考。為配合自修生的需要，考評局於2011年和2013年分別為自修生舉辦最後一次香港中學會考和香港高級程度會考。
文憑試於每年4、5月舉行。中國語文科口試早於三月中旬開展，而英國語文科口試則於五月進行，中國語文科及英國語文科口試在2019新冠疫情下取消，2023年恢復英國語文科口試並於該年三月下旬開展。丙類科目（其他語言）一般較早開考，於前一年的十一月舉行。成績通常於七月第二個星期公佈。考生主要為六年制中學教育完成中六的學校考生，但亦有自修生報考。
2012年首屆文憑考試共有72,876人報名，其中71,762人為學校考生；1,114人為自修生。受出生人口持續下跌影響，報名人數近年呈下降的趨勢。2019年，報考DSE總人數已跌至56,305名。當中學校考生有48,403名，自修生有7,902名。
2022年6月，香港考評局修訂考試規則，容許身處內地的港人子弟學校可以申請參加文憑試及成為試場，並於2024年度文憑試起實行。
| 歷年文憑試考生人數統計（截至2025年） | 歷年文憑試考生人數統計（截至2025年） | 歷年文憑試考生人數統計（截至2025年） | 歷年文憑試考生人數統計（截至2025年） | 歷年文憑試考生人數統計（截至2025年） | 歷年文憑試考生人數統計（截至2025年） | 歷年文憑試考生人數統計（截至2025年） | 歷年文憑試考生人數統計（截至2025年） | 歷年文憑試考生人數統計（截至2025年） | 歷年文憑試考生人數統計（截至2025年） | 歷年文憑試考生人數統計（截至2025年） |
| 年份                                 | 學校考生                             | 學校考生                             | 學校考生                             | 自修生                               | 自修生                               | 自修生                               | 總計                                 | 總計                                 | 總計                                 |                                      |
| 年份                                 | 最終報考人數                         | 出席人數                             | 與前年度差別                         | 最終報考人數                         | 出席人數                             | 與前年度差別                         | 最終報考人數                         | 出席人數                             | 與前年度差別                         |                                      |
| ------------------------------------ | ------------------------------------ | ------------------------------------ | ------------------------------------ | ------------------------------------ | ------------------------------------ | ------------------------------------ | ------------------------------------ | ------------------------------------ | ------------------------------------ | ------------------------------------ |
| 2012                                 | 71,745                               | 71,479                               | 不適用                               | 1,329                                | 1,141                                | 不適用                               | 73,074                               | 72,620                               | 不適用                               |                                      |
| 2013                                 | 71,168                               | 70,905                               | ▼ 574                                | 11,115                               | 10,450                               | ▲ 9,309                              | 82,283                               | 81,355                               | ▲ 8,735                              |                                      |
| 2014                                 | 66,576                               | 66,352                               | ▼ 4,553                              | 12,996                               | 12,048                               | ▲ 1,598                              | 79,572                               | 78,400                               | ▼ 2,955                              |                                      |
| 2015                                 | 62,199                               | 61,981                               | ▼ 4,371                              | 11,932                               | 10,878                               | ▼ 1,170                              | 74,131                               | 72,859                               | ▼ 5,541                              |                                      |
| 2016                                 | 57,127                               | 56,899                               | ▼ 5,082                              | 11,001                               | 9,975                                | ▼ 903                                | 68,128                               | 66,874                               | ▼ 5,985                              |                                      |
| 2017                                 | 52,058                               | 51,824                               | ▼ 5,075                              | 9,566                                | 8,525                                | ▼ 1,450                              | 61,624                               | 60,349                               | ▼ 6,525                              |                                      |
| 2018                                 | 51,636                               | 51,375                               | ▼ 449                                | 7,364                                | 6,274                                | ▼ 2,251                              | 59,000                               | 57,649                               | ▼ 2,700                              |                                      |
| 2019                                 | 48,305                               | 47,897                               | ▼ 3,478                              | 7,854                                | 6,745                                | ▲ 471                                | 56,159                               | 54,642                               | ▼ 3,007                              |                                      |
| 2020                                 | 45,762                               | 45,257                               | ▼ 2,640                              | 6,654                                | 5,552                                | ▼ 1,193                              | 52,416                               | 50,809                               | ▼ 3,833                              |                                      |
| 2021                                 | 43,779                               | 43,294                               | ▼ 1,963                              | 8,107                                | 6,682                                | ▲ 1,130                              | 51,886                               | 49,976                               | ▼ 833                                |                                      |
| 2022                                 | 42,880                               | 42,328                               | ▼ 966                                | 6,960                                | 5,563                                | ▼ 1,119                              | 49,840                               | 47,891                               | ▼ 2,085                              |                                      |
| 2023                                 | 42,874                               | 42,391                               | ▲ 63                                 | 7,637                                | 6,371                                | ▲ 808                                | 50,511                               | 48,762                               | ▲ 871                                |                                      |
| 2024                                 | 43,160                               | 42,759                               | ▲ 368                                | 7,431                                | 6,267                                | ▼ 104                                | 50,591                               | 49,026                               | ▲ 264                                |                                      |
| 2025                                 | 45,328                               | 45,071                               | ▲ 2312                               | 10,161                               | 8,842                                | ▲ 2,575                              | 55,489                               | 53,895                               | ▲ 4869                               |                                      |
| 2026                                 |                                      |                                      |                                      |                                      |                                      |                                      |                                      |                                      |                                      |                                      |

| 年份 | 5** | 5*  | 5 (5**+5*+5) | 4    | 3    | 2    | 1    | U   | 5**-1 | 考生人數 |
| ---- | --- | --- | ------------ | ---- | ---- | ---- | ---- | --- | ----- | -------- |
| 2012 | 1.1 | 3.1 | 6.2 (10.4)   | 21.4 | 27.3 | 23.3 | 11.7 | 5.9 | 94.1  | 73,074   |
| 2013 | 1.1 | 3.3 | 6.4 (10.8)   | 21.9 | 26.4 | 23.7 | 12.1 | 5.1 | 94.9  | 82,283   |
| 2014 | 1.2 | 3.4 | 7.0 (11.6)   | 21.6 | 26.2 | 23.2 | 12.1 | 5.3 | 94.7  | 79,572   |
| 2015 | 1.2 | 3.6 | 7.1 (11.9)   | 21.8 | 25.8 | 23.8 | 11.9 | 4.8 | 95.2  | 74,131   |
| 2016 | 1.3 | 3.6 | 7.3 (12.2)   | 22.7 | 26.0 | 23.7 | 10.6 | 4.8 | 95.2  | 68,128   |
| 2017 | 1.3 | 3.7 | 7.4 (12.4)   | 22.6 | 25.4 | 23.8 | 10.8 | 5.0 | 95.0  | 61,624   |
| 2018 | 1.2 | 3.5 | 7.0 (11.7)   | 23.1 | 26.2 | 23.7 | 10.6 | 4.7 | 95.3  | 59,000   |
| 2019 | 1.4 | 3.9 | 7.8 (13.1)   | 23.4 | 25.1 | 23.6 | 10.0 | 4.8 | 95.2  | 56,159   |
| 2020 | 1.3 | 3.7 | 7.3 (12.3)   | 22.8 | 25.9 | 23.8 | 10.4 | 4.8 | 95.2  | 52,416   |
| 2021 | 1.4 | 3.8 | 7.7 (12.9)   | 22.9 | 25.6 | 24.0 | 10.0 | 4.6 | 95.4  | 51,886   |
| 2022 | 1.4 | 3.9 | 7.7 (13.0)   | 22.6 | 25.3 | 24.1 | 10.2 | 4.8 | 95.2  | 49,840   |
| 2023 | 1.4 | 4.0 | 7.9 (13.2)   | 22.8 | 25.1 | 24.0 | 9.8  | 5.1 | 94.9  | 50,511   |
| 2024 | 1.5 | 4.3 | 8.4 (14.2)   | 21.9 | 26.4 | 23.7 | 8.6  | 5.2 | 94.8  | 50,591   |
| 2025 | 1.5 | 4.3 | 8.3 (14.1)   | 22.4 | 26.4 | 22.5 | 9.0  | 5.6 | 94.4  | 55,489   |

## 科目列表及舊課程對照
| 文憑試 【年份】                                                          | 會考 【年份】                                                                                       | 高考 【年份】                                        | 備註 |
| 核心科目                                                                 | 核心科目                                                                                            | 核心科目                                             | 核心科目 |
| ------------------------------------------------------------------------ | --------------------------------------------------------------------------------------------------- | ---------------------------------------------------- | --- |
| 中國語文                                                                 | 中國語文                                                                                            | 中國語文及文化科 【1994-2013】                       | 2016年起聆聽部分及綜合能力部分合併、2018年起閱讀部分重設文言文範文、2020至2023年因疫情取消口試部分、2024年起只設閱讀部分及寫作部分，寫作新增實用文考題。                                                                                                 |
| 英國語文                                                                 | 英國語文 英文文書處理及商業通訊                                                                     | 英語運用                                             | 2020-2022年因疫情取消口試部分；2024年寫作部分更改題型 |
| 數學科必修部分                                                           | 數學                                                                                                | （不適用）                                           | |
| 數學科延伸部分（選修） - 單元一（微積分與統計） - 單元二（代數與微積分） | 附加數學                                                                                            | 應用數學 數學與統計學 純粹數學                       | |
| 通識教育【2012-2023】 公民與社會發展科【2024-】                          | 科學與科技【2005-2010】 社會教育【2005-2010】 綜合人文【2005-2011】 政府與公共事務 經濟與公共事務科 | 通識教育（高級補充程度）【1994-2013】 政府與公共事務 | 科學與科技、社會教育、綜合人文、政府與公共事務及通識教育（高級補充程度）為選修科目 |
| 選修科目                                                                 | |                                                      | |
| 語文教育                                                                 | |                                                      | |
| 中國文學                                                                 | （不變）                                                                                            | （不變）                                             | |
| 英語文學                                                                 | （不變）                                                                                            | （不變）                                             | |
| 個人、社會及人文教育                                                     | |                                                      | |
| 中國歷史                                                                 | （不變）                                                                                            | （不變）                                             | |
| 經濟                                                                     | （不變）                                                                                            | （不變）                                             | 在高級程度會考中文名稱為經濟學。2025/26學年中四級推行「高中經濟科優化措施」 |
| 倫理與宗教                                                               | 宗教或佛學 聖經知識                                                                                 | 倫理及宗教                                           | |
| 地理                                                                     | （不變）                                                                                            | （不變）                                             | 地理（會考）2000年曾小修改，并在2005年改制，去除舊有課程設計及地質研習；2012年文憑試則重設地質學及更新課程；2019年加入文憑試必答題“實地考察為本”，並將多項選擇題減至二十題；2021年、2022年受疫情影响，“實地考察為本”由必答題改為4選2選答題之中的其中一題 |
| 歷史                                                                     | （不變）                                                                                            | （不變）                                             | |
| 旅遊與款待                                                               | 旅遊與旅遊業                                                                                        | （不適用）                                           | |
| 科學教育                                                                 | |                                                      | |
| 生物                                                                     | 人類生物學【－2006】 生物                                                                           | （不變）                                             | |
| 化學                                                                     | （不變）                                                                                            | （不變）                                             | |
| 物理                                                                     | 電子與電學 工程科學 物理                                                                            | 電子學（AS） 工程科學 物理                           | |
| 綜合科學                                                                 | （不適用）                                                                                          | （不適用）                                           | 三科科學的整合，只概括基本科學理論，俗稱「三併」，2021/22學年起殺科 |
| 組合科學                                                                 | （不適用）                                                                                          | （不適用）                                           | （生物、科學、物理3選其2，不包括選修單元）：每部分只屬簡化後的的全科科學必修部分，每部分的課程內容略少於會考全科科學，俗稱「雙併」，2021/22學年起殺科 |
| 商業及應用科技教育                                                       | |                                                      | |
| 企業、會計與財務概論 - 會計單元 - 商業管理單元                           | 會計學原理 商業                                                                                     | 會計學原理 企業概論                                  | |
| 設計與應用科技                                                           | 工業繪圖 圖象傳意 設計與科技 設計與科技 (另選課程) 電子與電學 科技概論 工程科學                     | 設計與科技 (AS) 電子學（AS） 工程科學                | [ 21 ] |
| 健康管理與社會關懷                                                       | 社會教育                                                                                            | （不適用）                                           | |
| 資訊及通訊科技                                                           | 電腦【1984-2004】 資訊科技【2002-2004】 電腦與資訊科技【2005-2011】                                 | 電腦（AL） 電腦應用 （AS）                           | 電腦（舊）為80年代科目；電腦與資訊科技（2005-2011）為電腦（舊）及資訊科技（2002-2004）合併；電腦（AL）為計算機科學原理及編程；電腦應用（AS）則是資訊科技的應用；現時的資訊及通訊科技為電腦與資訊科技（2005-2011）與電腦應用（AS）的整合。                |
| 科技與生活                                                               | 家政（服裝與設計） 家政（膳食、家居與家庭） 時裝及成衣 膳宿服務 紡織【－2007】                      | （不適用）                                           | |
| 藝術教育                                                                 | |                                                      | |
| 音樂                                                                     | （不變）                                                                                            | （不變）【1980年代-2007】                            | |
| 視覺藝術                                                                 | 美術／視覺藝術【2005-2011】 陶藝                                                                    | 視覺藝術                                             | |
| 體育                                                                     | |                                                      | |
| 體育                                                                     | （不變）                                                                                            | （不適用）                                           | |

### 應用學習科目
可供選修的科目為30個，分為創意學習、媒體及傳意、服務、應用科學、工程及生產和商業、管理及法律五個類別。詳見：
最新應用學習科目 （页面存档备份，存于）

### 其他語言科目
如院校收生規則容許，非以中文為母語的學生，可以下列科目取代核心科目中的中國語文科，作為報考本地大專院校的資格；以中文為母語並選考中國語文科的考生，若選考下列外語科目，在報考本地大專院校個別科目時則可作為選修科目計算。考試在2024年或之前由劍橋大學國際考評部（Cambridge International）提供高級補充程度的考試卷，2025年後改為自行向指定的香港官方文化機構報考，當中韓語為新增科目，而烏爾都語一度於2025年停辦，但在2026年起又恢復，而印地語則因為找不到合適的官方考試而被取消。
- 日語
- 法語
- 德語
- 西班牙語
- 印地語（2012–2024年）
- 烏爾都語（2012–2024年，2026年起）
- 韓語（2025年起）

## 與其他公開試之成績對照

### 與中學會考以及高考的比較
因為香港學制改為334，而中學文憑試為會考的2年課程的伸延，而會考的公開資歷變成了文憑試，幾乎全部的學生昔日應參與會考的考生亦有應付文憑試，而文憑試包括兩年的會考課程以及一年的中六課程，昔日參與會考的各學校的考生近乎全部亦有應考文憑試，雖然文憑試和會考的考生的組成幾乎完全一樣，但文憑試的課程、評核和成績匯報的方法和會考不盡相同，同樣道理文憑試與高考亦如是，因此難以把文憑試考生成績與高考考生的成績作對比。話雖如此，從大學同一科目（如醫科）在兩個考試上取錄學生的水平在可一定程度上估算兩者的關係。
文憑試中考獲5科4級以上的人數和昔日會考考獲14分以上的人數一樣，即約17,000人。他們的最後一年學歷約等同昔日高級程度會考第一年高級補充程度（昔日學生就讀大約6至8個高補課目）的學歷，而最後一年的高級補充程度學歷則變成四年大學制的第一年學歷。對於絕大部份沒有資格升上中六的學生，文憑試的成績遠不等同高級補充程度的成績。因為在舊制下這批考生仍需重讀多次會考才可升上預科，但近1/4考獲DSE 5科2級到5科4級的考生，即等同昔日會考5-14分的考生，他們最後一年的學歷不及高級補充程度第一年的學歷，但仍等同香港專業教育學院文憑或副學士先修班的第一年課程，在新制下，文憑試考生可直接升讀副學士，而會考畢業生則需應考一年的副學士先修班。考獲5科2級（DSE 10分）以下的學生，即大約30%的學生和會考不足五分（五科合格）的學生一樣需就讀一年的毅進文憑才等同昔日會考五科合格的成績，他們的學歷既不等同一年的高考學歷，亦不等同副學士先修班的學歷，只和昔日會考不足五分考生的學歷相若。
文憑試語文科以外的科目的5**、5*、5、4、3、2分別與會考的A、B、C、D、E的人數相若，但文憑試各級的人數比會考略少，而1級與U級則和會考F-U級人數相若。而文憑試5**、5*、5、4和高考的A、C、D、E/F相若，而4、3、2可大致和副學士先修班的A、C、E/F級對比，但副學士先修班的分數和文憑試的對比需要有更多的數據，因為不同的副學士先修班派分比例不同。DSE的4級和昔日的會考C級相若，而考獲DSE 5科4級以上的考生和會考14分的考生相若，而DSE的4級是參與昔日高級程度會考的最低資格，所以亦等同高級補充程度的第一年課程的僅僅及格邊緣成績。要注意的是，即使考獲文憑試5科4級以上的學歷仍不等同高考2AL+2AS及格的學歷，必須要完成需要高考及格才可入讀的八間大學的第一年課程才等同高考的及格學歷。DSE最佳5科成績的績點普遍提升了5分，包括最佳成績的30分提升到35分，以及毅進計劃畢業相若分數由會考5分提升到10分（必須要有中英數），而考取0分的人數比會考急劇下降，如舊制會考5科F級亦視為新制接近10分，因語文科外有90%達2級，和會考的F級以上的考生比例相若。

#### 與會考升中六分數的比較
約17000人考獲20分（平均全4）與會考15分即3C3D相若，即原校升中六的14-15分的最低資格相若，即DSE平均全4大約等同昔日應考高考的最低資格。
以此標準與英國學歷評審機構NARIC於2010年進行的另一項研究作對比，文憑試第3級等同香港高級程度會考不及格的F級成績。如果以NARIC作標準的話，在文憑試中考獲本地大學學位課程的最低取錄成績，以高考成績而言並不及格，但事實上考獲全部3級遠不足以升讀大學，而在2000年前、香港大學、香港科技大學以及香港中文大學很多學科也只收取高考D級以及E級為主的學生，例如在1996年港大物理系平均取錄成績為1D4E。因為考生以及學位相若，扣除其餘原因，如高考應考者只有會考及文憑試的一半，所以試卷比兩者略深，而入讀大學的難度與人數沒有大改變，而根據考評局的統計，考獲最佳5科16分以上的人數為3萬人，而13–15亦有1萬人，而5科3級即為15分，遠比高考應試人數約（28000人）更多，即5科3級學生的排名還比舊制升中六所需要求更低，而2科4級3科3級和舊制升中六的分數相若。

#### 與升大學分數的比較
以12000人為參考，在DSE考獲22分（即2科5以及3科4）以上的人數約為11000人，而考獲19–21分為9431人。
在文憑試考獲22分或以上才能有較大機會升讀香港資助學士學位課程。要注意的是文憑試考獲5級只是和會考的B級相若，而不是A級，即在較多優秀學生應考的科目中，大約20–30%人可考獲文憑試的5級和會考的B級，在較多優秀學生應考的科目中，大約有2–4%可考獲文憑試的5**級和會考的A級，除了語文科外，大約55–60%學生可考獲DSE 3級以上及會考D級以上；而DSE 2級以上和會考E級以上佔總考生的70–80％；DSE 1級和會考F級，以及U級和會考U級相若。而過去大約有7%日校考生考獲0分，即72000人中的5000–6000人，而考獲1–5分的人亦超過20%，即超過15000人，部份資質較低的學生即使非常努力甚至尋找補習資源，亦難以取得五科合格的成績，而文憑試只有最低的5%人取得U級，等同昔日U級的成績，即使昔日取得5科U級的學生亦等同DSE 0分的成績，而過去的E級，即大約70–80%的考生，現在則被2級取代，而DSE只有0.5%考生考獲0分，而5科取得1級以上的人達90%。由於考評局只有公佈考獲包括中、英文科5科2級的成績，所以DSE和會考的分數只可以和會考5科E以上的數據作出直接的對比。因為考評局沒有公佈大量語文科不及格的學生以及五科未達2級的最佳五科數據，只可估算DSE相等分數最高可達到的會考分數，但分科的對比可作直接的對照。

### 與GCEAL以及GCSE的對比
英國大學及院校招生事務處（UCAS）只認可中學文憑試第3至5**級成績，根據香港考評局的建議，文憑試第3級僅等同英國高考E級成績，文憑試的第四級等於英國高考C級成績，而文憑試第五級等於英國高考A級成績。

### 對比表（文憑試語文科以外的科目）
| HKALE成績 | 英國大學的GCE A-Level成績對照表                       | 香港考評局的GCE A-Level成績對照表 | HKDSE成績 | HKCEE成績 | DSE成績   | 相等DSE分數 | 相等CE分數 | 與舊制對比（舊制有全部分數的數據，而新制只有5科2級以上的數據，所以實際上得該分數的考生更多）                               | 2013年HKDSE物理科級數 | 2013年HKDSE物理科該級以上百份比參考 | 2010年HKCEE物理科級數 | 2010年HKCEE物理科該級以上百份比參考 |
| --------- | ----------------------------------------------------- | --------------------------------- | --------- | --------- | --------- | ----------- | ---------- | --- | --------------------- | ----------------------------------- | --------------------- | ----------------------------------- |
| A         | A*                                                    | A                                 | 5**       | A(01)     | 5科5**    | 35+         | 30+        | 約80人考獲35分（平均全7）以上，與會考30分（8-10A）人數相若，而高考5A則在20名左右                                           | 5**                   | 2.4%                                | A                     | 4.8%                                |
| B         | A                                                     | B                                 | 5*        | A(02)     | 5科5*以上 | 30/34       | 27         | 約1500人考獲30分（平均全6），與會考27分（即3A3B）以上人數相若                                                              | 5*                    | 9.6%                                | B                     | 14.5%                               |
| C         | A/B                                                   | C                                 | 5         | B         | 5科5以上  | 25/29       | 22         | 約5000人考獲25分（平均全5），與會考22分即4B2C相若，約佔香港的大學生人數的一半                                              | 5                     | 23.9%                               | C                     | 32.7%                               |
| D         | C/D                                                   | D                                 | 4         | C         | 5科4以上  | 20/24       | 15         | 約17000人考獲20分（平均全4），與會考15分相若，即原校升中六的14分相若，而5及4的組合則是學士的收生標準                       | 4                     | 48.8%                               | D                     | 57.2%                               |
| E         | E                                                     | E                                 | 3         | D         | 5科3以上  | 15/19       | 10         | 約34000人考獲15分（平均全3以上），與會考10分相若                                                                           | 3                     | 73.0%                               | E                     | 79.2%                               |
| F         | NARIC報告指出第1級和第2級相等於香港中學會考UNCL的水平 | F                                 | 2         | E         | 5科2以上  | 10/14       | 5/6        | 約45000人考獲10分（平均全2以上），與會考5分即5E相若，即與高考自修生最低資格相約，以及專上學院如IVE以及副學士的收生要求相若 | 2                     | 88.8%                               | F                     | 90.8%                               |
| U         | NARIC報告指出第1級和第2級相等於香港中學會考UNCL的水平 | U                                 | 1         | F         | 5科1以上  | 5/9         | 0          | | 1                     | 97.0%                               | U                     | U                                   |
| U         | NARIC報告指出第1級和第2級相等於香港中學會考UNCL的水平 | 不予評級                          | U         | U         | 5科U      | 0           | 0          | | U                     | 100%                                | U                     | 100%                                |

## 大專院校的新收生標準
因應評級的轉換，各大專院校不論有否參加大學聯合招生辦法，在收生的條件和要求都因應此考試作出轉變，特別因應會考的廢除導致中五程度畢業生的斷層。故現時新制各課程的要求相比舊制也有較大的轉變。
| 報讀課程                       | 語文科最低要求                                                                             | 其他科目最低要求 |
| ------------------------------ | ------------------------------------------------------------------------------------------ | --- |
| 學位課程                       | 英國語文科第3級或以上，並取得中國語文科第3級或以上或院校另外指定的語文科要求（非華語學生） | 2024年起： 數學科（必修部分）及2科選修科第2級或以上（部分院校選修科要達第3級或以上）、公民與社會發展科「達標」或以往文憑試中通識教育科達第2級或以上 2012年–2023年： 數學科（必修部分）、通識教育科及1科選修科第2級或以上 |
| 副學位／高級文憑課程（兩年制） | 英國語文科第2級或以上，並取得中國語文科第2級或以上或院校另外指定的語文科要求（非華語學生） | 語文科以外、其中三科（大部分課程均不必包括數學科（必修部分）和通識教育科／公民與社會發展科但公民與社會發展科「達標」視為其中一科達第2級合格）第2級或以上。                                                               |

上述的成績要求為符合申請資格的條件而非科目的取錄要求，取錄與否，和會否承認個別科目成績都由院校自行決定。即符合要求者未必一定等於會被該等科目取錄。
和過去的聯招或自行收生一樣，院校及學系可以個別自訂較高的最低入學要求（例如需要2科選修科目及格或個別科目需達到指定級別），考生在報讀前應先了解各院校的收生要求。就讀於香港的註冊中學的學生報讀聯招下的課程，仍必需經過聯招報讀的規定在新制下仍然適用（除非該學生就讀於非主流中學課程，且不參加本考試）。
另外，不論在聯招還是個別院校收生中，各大專院校或學系可能會把甲類、乙類、甚至丙類科目的分數作出特別調整，或不計入正式成績（視同參考資料處理，或不承認該科成績）。甲類科目普遍為對指定科目增大比重及對高等級例如5、5*及5**給予額外分數，分別由5、6及7提升為5.5、7及8.5。乙類科目普遍為不承認或當作參考資料，少數承認乙類科目的課程會分別將達標及成績優異(II)及(I)計算為4分及3分。丙類科目則各院校計分方法不一，直至2024年為止，以最高等級A級為例，由不計算分數以至計算為7分均有。由2025年開始，由於丙類科目直接採用當地的官方語言考試，因此認受性提高，所有院校均認可為非指定選修科,以日語考獲N1級為例，不同院校分別認可為8.5分或7分。
另外，從2019年開始，大學聯招也會有彈性收生，考慮未符合基本收生條件的申請人，條件一般為必修科目及選修科目距離基本收生條件差一分（例如只有中國語文科取得2級，其他科目符合條件）、個別科目成積或總積點符合條件等（例如至少2科5*或1科5**，總積點超越往年中位數或指定分數等）。
2024年起門檻大學聯招改為應考公民與社會發展科「達標」而取代通識教育科獲2級或以上，若過往曾應考通識教育科獲2級或以上將視同公民與社會發展科「達標」，但不計算入學分數。

## 認受性爭議
雖然第一屆文憑試經已於2012年7月中放榜，但現時比較新舊學制下學生水平的差異的實質數據並不多。不少本地及海外院校對於文憑試個別的科目、甚至對文憑試的資格本身抱有疑問。

### 海外院校
教育局稱中學文憑試成績已獲澳洲及英國院校認可，但海外大學對文憑試的成績要求較以往高考為高，雖然教育局聲稱文憑試語文科要達3級，等同高考E級，但一般大學對文憑試的成績要求達4級，方等同高考E級。英國大學及院校招生事務處（UCAS）只認可新中學文憑試第3至5**級成績，第3級僅等同本港及英國高考E級。以此標準與英國另一學歷評審機構NARIC兩年前的結論作對比，第3級更是不及格的F級。如果以NARIC作標準的話，即使符合學位課程的最低取錄資格，以成績而言並不及格。英國大學的成績對照表，只承認3、4、5級等同高考E、C、A級（以NARIC積分換算） 。以往英國首三十名大學要求報讀者有高考ABB成績，文憑試則3科分別達5*級，第5級及第5級成績甚至更高。個別院校甚至不承認文憑試作為入學成績，而要求考生自行應考該院校指定的國際考試以滿足其入學要求。
又由於中學文憑的課程設計缺陷，一些理科學生被迫修讀一科理科加上組合科學，削弱理科知識水平。海外名牌大學有部份學科，需有穩固理科根柢，要求申請人修讀兩至三科純理科，不接受課程削半的組合科學。於是修讀組合科學的理科生，不能報讀此類課程。一些有意報讀的學生，只得臨時放棄組合科學，自修純理科。
個別的海外院校，對於較易受評卷者的觀點影響成績的通識教育科規定較為寬鬆，一般只視同一個普通的選修科，甚至不予承認，而非香港院校規定的必修科。

### 本地院校
本地大專院校，不論有否參加大學聯合招生辦法，雖然對於收生最低要求有大致的共識（即要求核心科目達指定級別）。但是實際上對於不屬於新高中科目（即甲類科目）的應用學習科目和非中英文語言科目的認受性都存有疑問。不少院校或學系都不把非高中科目計入正式收生成績，而只視同於額外的參考資料，甚至不承認該科成績的場合也有發生。即使院校承認該科作為正式收生成績，也不代表該科和與新高中科目取得同等的認受性。例如應用學習科目，達標、達標並表現優異只等同於文憑試新高中科目的2級、3級。而其他語言科目除E級對應非指定選修科的及格級別外，不少的對應等級都比新高中課程低，甚至只視同及格（反之個別與相關外語有關的科目或會視為特定選修科）。
在非華語考生語言規定方面，雖然考試的設計的原意上容許，個別的院校並不容許非華語考生以丙類科目代替中國語文科，而要他們自行應考指定的中國語文考試（例如IGCSE中國語文科）以符合其入學要求。

## 相關事件

### 中文聆聽錄音出現「疊聲」
2015年3月31日舉行的中文科卷三聆聽能力考試，香港電台的直播出現技術問題，導致有「叠聲」情況出現。考評局收到2,470名考生報告受影響，遍及全港試場，最終投訴考生全獲加分1至3分，沒投訴的考生一律不獲加分。

### 分配考场出錯
2016年2月中，文憑試開考前夕，有教師揭發應屆文憑試准考證上考生獲分配的考场出錯，大批學生被派回原校應考。考評局發現後需收回在2月16日發放予日校考生的准考證，並重新分配考场。

### 聆聽錄音格式出錯
2017年4月6日進行的中文科卷三聆聽及綜合能力考核，全港56個紅外線系統試場無法按時播放聆聽考試錄音，多達1萬名考生受影響。考評局回應稱由於複製USB時誤以WAV格式燒錄錄音檔案，以致未能以USB播放機播放，該局知悉後已立刻改以電腦播放錄音內容。雖然有關試場開考時間因而延遲，但試場亦相應調整完卷時間。

### 機密資料外洩
文憑試設立至今，有數宗機密資料外洩的消息出現，令公眾關注文憑試的公平及公信性。
2016年初，身兼考評局公開考試委員會委員的保良局莊啟程預科書院副校長許頌聲（該學年被調職至另一保良局初中書院）被發現懷疑與其任教預科書院的其中一名女生發展地下情及性交，並於短訊內表示曾經用自己於該委員會的內部機密資料促進該女生的學習。考評局於事件被報章報導當天，宣佈該委員已辭職。至今考評局暫沒有向警方舉報。比較新舊委員會成員名單，顯示該涉嫌擅取機密而辭職的委員就是許頌聲。
2018年六月，現代教育補習名師蕭源（原名蕭志勇）、考評局一名監考員（即其妻子蔡盈盈）及兩名前口試主考員（其中一人為時任香港華仁書院的中文科教師吳宏樑），同被廉政公署落案起訴不誠實取用電腦罪。疑犯涉嫌將2016年及2017年中文科考試保密的試題傳送予蕭源。其中一位口試主考員亦被指，向蕭源傳送有關2017年中文科考試一個簡介會的保密資料。 一個月後，廉政公署再起訴現代教育導師劉冠華（Kris Lau），以及19歲前評卷助理黃子軒。他們涉嫌貪污及非法取用智能電話，收發2017年英文科卷三（聆聽及綜合能力）的機密資料。其後只有蕭源罪成。
案件其後被改編成電視劇廉政行動2022單元四，由胡諾言飾演影射蕭源之角色劉學思。

## 2019冠狀病毒病疫情期間考試安排

### 2020年
2020年2月6日，教育局宣布2020年中學文憑試科目延期舉行，其中涉及音樂及體育科實習考試及中文科口試。現今教育局有兩個改期方案，表示將於2月底決定最終方案。
2020年2月25日，再宣布文憑試各科筆試及英文科口試如期在3月27日開考，而音樂及體育科實習考試中文科口試延期至5月下旬舉行，中文科口試則會延至5月18日至5月26日舉行。另外，放榜日預計需延後約一星期至七月十五日。教育局及考評局將預留五十萬個口罩，並會向考生派發口罩，要求考試期間一定要佩戴口罩。但考生入試場之前須遞交健康申報表及探熱，體温達38度或以上將會被拒考。
但部份考生卻不滿教育局派發「有黃點」及「絲襪咁薄」的口罩，經中文大學前化學講師鄺士山（K. Kwong）檢視後，直指這是「假口罩」，政府表示該批口罩檢驗結果沒有問題，而口罩的有效期仍未屆滿。
2020年3月11日，大學聯合招生辦法正式公布，大學聯招日程將會調動，正式遴選結果將在8月10日公布。
2020年3月21日，宣布文憑試各科筆試延遲至4月24日開考，並取消中、英文科口試，而4個核心科目考試將於4月27日至5月5日舉行；體育及音樂科的實習考試暫定於5月底至6月中舉行，又預計2020年文憑試放榜日期延至7月底。最終體育科實習考試取消部分項目，只保留體適能及球類個人技術考核，音樂科和體育科均於5月22日開考。文憑試最終在7月22日放榜，但於7月19日，因應香港爆發第三波疫情，林鄭月娥要求中學採其他形式處理放榜，以減少人群聚集，自修生則以郵遞寄發成績通知書。

### 2021年
因應疫情，考評局宣佈2021年中學文憑試延至4月23日開考，考期縮短至三個半星期，並在同年7月21日放榜；若疫情惡化，將延至6月3日開考，8月31日放榜，以「配合大學開學的最後時間」。中國文學、英國文學、生物、化學、物理、組合科學、綜合科學、健康管理與社會關懷、資訊及通訊科技9科的校本評核會取消，中文科、通識科的校本評核佔分比例由百分之20減至百分之10，英文、設計與應用科技和音樂科亦會減少校本評核亦會減量，蘇國生又指，就算學生已經努力完成大部分校本評核，老師仍要作出吃力的緊密輔導工作，認為作出有關決定能為師生釋出學習空間。另外，中文卷一將刪去《岳陽樓記》和《六國論》兩篇精讀範文，主因為上一年已經就此二範文出題，中英文口試亦將繼2020年後再次取消，蘇指這是疫情下的「一次性安排」。

### 2022年
2021年，考試及評核局精簡明年香港中學文憑考試12個甲類科目的公開考試評核要求，以釋出教學時間，改動包括連續第三年取消中文科口試，以及有10科將會取消校本評核，包括通識教育、中國文學及英語文學等，而中文、英文等餘下4科的評核要求則會精簡。因2019冠狀病毒病疫情持續，教育局決定全港所有學校於2022年3月至4月提早放暑假。為使所有中學能於5月中復課，考評局多次更改考試時間表，最後決定文憑試如期開考，惟考期會從本來的1個月縮至3星期，而原定於3月底至4月英國語文科口試則連續第三年取消。中文、英文、數學及通識教育等核心科目於首週內完成，較熱門的選修科目則於第二週舉行，有約六成考生於首兩週完成所有試卷。而健康管理與社會關懷科及倫理與宗教科更破天荒被安排於5月1日及8日兩個星期日下午舉行，成為本地公開試歷史上首例。此外，化學科及綜合科學科化學部份則於5月2日（勞動節補假）舉行，而英語文學科及設計與應用科技科則於5月9日（佛誕補假）舉行。
考評局更於竹篙灣檢疫中心設立特別試場供被確診感染2019冠狀病毒的考生居住及應試，每名考生將佔用兩個上下層單位，上層住宿，下層考試，有需要考生須於考試當天早上六時半前知會考評局，並須預約抗疫專用的士，由該等的士送往檢疫中心。檢疫中心有約三千個單位，可同時容納千多名考生，總共有44人曾在竹篙灣應試。

### 2023年
因2019冠狀病毒病疫情停辦3年的中學文憑試英文科口試復辦。雖然政府已撤銷口罩令，不過考評局仍然要求考生在考試全程戴外科口罩，倘除下口罩會視作違規。考生批評目前疫情不嚴重，認為防疫措施過於嚴格，亦有考生擔心有礙小組討論時發言，導致無法聆聽對方的說話。
而如上屆一樣，考評局亦設確診2019冠狀病毒病考生的特別試場，設於新蒲崗前文理書院（九龍）校舍。同樣確診考生需要於當日早上6:30前聯絡考評局，但不同往年則是交通則要自行安排。

## 歷年「狀元」考生記錄
於2023年或之前，在甲類科目中至少3個選修科及4個核心科考獲共7科5**的成績；及從2024年起，在3個核心科（中國語文、英國語文、數學）、3個選修科考獲共6科5**的成績以及公民與社會發展科達標，香港傳媒稱之為「狀元」。
如果「狀元」在數學必修部分及數學延伸單元同時取得5**的成績，香港傳媒稱之為「超級狀元」。
如果再多一科選修科取得5**的成績，香港傳媒稱之為「終極狀元」。
| 歷年優異成績學生記錄 | 歷年優異成績學生記錄       | 歷年優異成績學生記錄 | 歷年優異成績學生記錄 | 歷年優異成績學生記錄                   | 歷年優異成績學生記錄                                          | 歷年優異成績學生記錄                |
| 年份（總人數）       | 學生就讀學校               | 姓名                 | 性別                 | 成績                                   | 大學去向                                                      | 資料來源                            |
| -------------------- | -------------------------- | -------------------- | -------------------- | -------------------------------------- | ------------------------------------------------------------- | ----------------------------------- |
| 2012（總人數：6）    | 皇仁書院                   | 劉銘謙               | 男                   | 狀元                                   | 香港大學內外全科醫學士                                        | [ 69 ] [ 70 ] [ 71 ] [ 72 ]         |
| 2012（總人數：6）    | 皇仁書院                   | 馬浩賢               | 男                   | 狀元                                   | 香港大學精算學                                                | [ 72 ]                              |
| 2012（總人數：6）    | 香港培正中學               | 周澔楊               | 男                   | 超級狀元                               | 香港大學內外全科醫學士                                        | [ 71 ] [ 72 ]                       |
| 2012（總人數：6）    | 聖言中學                   | 陳俊豪               | 男                   | 超級狀元                               | 香港大學工商管理學學士（法學）及法學士（雙學位課程）          | [ 72 ]                              |
| 2012（總人數：6）    | 嘉諾撒聖瑪利書院           | 郭芳恩               | 女                   | 超級狀元                               | 香港大學工商管理學學士（法學）及法學士（雙學位課程）          | [ 72 ]                              |
| 2012（總人數：6）    | 保良局第一張永慶中學       | 陳思凱               | 男                   | 超級狀元#                              | 香港大學法學士                                                | [ 70 ]                              |
| 2013（總人數：9）    | 皇仁書院                   | 陳宏禧               | 男                   | 狀元                                   | 香港大學工商管理學學士（法學）及法學士（雙學位課程）          | [ 73 ] [ 74 ] [ 75 ] [ 76 ]         |
| 2013（總人數：9）    | 皇仁書院                   | 曾家興               | 男                   | 狀元                                   | 香港大學精算學                                                | [ 74 ] [ 75 ]                       |
| 2013（總人數：9）    | 喇沙書院                   | 岑曉峰               | 男                   | 狀元                                   | 香港大學內外全科醫學士                                        | [ 71 ] [ 74 ] [ 75 ]                |
| 2013（總人數：9）    | 英華女學校                 | 黃雅頤               | 女                   | 狀元                                   | 香港中文大學環球商業學                                        | [ 75 ]                              |
| 2013（總人數：9）    | 香港青年協會李兆基書院     | 謝楚灝               | 男                   | 狀元                                   | 香港大學內外全科醫學士                                        | [ 71 ] [ 74 ] [ 75 ]                |
| 2013（總人數：9）    | 真光女書院                 | 張亦妍               | 女                   | 狀元                                   | 香港大學內外全科醫學士                                        | [ 71 ] [ 74 ] [ 75 ]                |
| 2013（總人數：9）    | 中華基督教會協和書院       | 曾綺慧               | 女                   | 狀元                                   | 香港中文大學內外全科醫學士                                    | [ 71 ] [ 75 ]                       |
| 2013（總人數：9）    | 聖保羅男女中學             | 鄭月怡               | 女                   | 超級狀元                               | 香港大學法學士                                                | [ 74 ] [ 75 ]                       |
| 2013（總人數：9）    | 德望學校                   | 徐茵琪               | 女                   | 超級狀元                               | 香港大學工商管理學學士（法學）及法學士（雙學位課程）          | [ 74 ] [ 75 ]                       |
| 2014（總人數：12）   | 聖保羅男女中學             | 許延鋒               | 男                   | 超級狀元                               | 劍橋大學經濟學                                                | [ 77 ] [ 78 ] [ 79 ] [ 80 ]         |
| 2014（總人數：12）   | 聖保羅男女中學             | 黃蕊獻               | 女                   | 狀元                                   | 香港中文大學中文系                                            | [ 81 ]                              |
| 2014（總人數：12）   | 聖保羅男女中學             | 黃浩維               | 男                   | 狀元                                   | 香港大學法學士                                                | [ 79 ]                              |
| 2014（總人數：12）   | 聖保祿中學                 | 黃曉晴               | 女                   | 狀元                                   | 香港大學法學士                                                | [ 79 ]                              |
| 2014（總人數：12）   | 聖保祿中學                 | 徐詠然               | 女                   | 狀元                                   | 香港中文大學政治與行政學， 轉學至牛津大學哲學、政治學及經濟學 | [ 82 ]                              |
| 2014（總人數：12）   | 協恩中學                   | 陳詠妍               | 女                   | 超級狀元                               | 香港大學內外全科醫學士                                        | [ 71 ] [ 79 ]                       |
| 2014（總人數：12）   | 華英中學                   | 楊志聰               | 男                   | 超級狀元                               | 香港大學法學士                                                | [ 79 ]                              |
| 2014（總人數：12）   | 皇仁書院                   | 馬國鳴               | 男                   | 狀元                                   | 香港大學內外全科醫學士                                        | [ 71 ] [ 79 ]                       |
| 2014（總人數：12）   | 嘉諾撒聖瑪利書院           | 黃靖桐               | 女                   | 狀元                                   | 香港大學內外全科醫學士                                        | [ 71 ] [ 79 ]                       |
| 2014（總人數：12）   | 九龍華仁書院               | 姚本杰               | 男                   | 狀元                                   | 香港大學內外全科醫學士                                        | [ 71 ] [ 79 ]                       |
| 2014（總人數：12）   | 英皇書院                   | 麥志鏘               | 男                   | 狀元                                   | 香港大學內外全科醫學士                                        | [ 71 ] [ 79 ]                       |
| 2014（總人數：12）   | 聖士提反書院               | 譚梓恒               | 男                   | 狀元                                   | 香港大學文學士                                                | [ 83 ]                              |
| 2015（總人數：12）   | 皇仁書院                   | 林銘端               | 男                   | 超級狀元（首名考獲合共「17星」的考生） | 香港大學內外全科醫學士                                        | [ 84 ] [ 85 ] [ 71 ] [ 86 ] [ 87 ]  |
| 2015（總人數：12）   | 皇仁書院                   | 張滌豐               | 男                   | 狀元                                   | 香港大學內外全科醫學士                                        | [ 71 ] [ 87 ]                       |
| 2015（總人數：12）   | 嘉諾撒聖瑪利書院           | 錢凱瑤               | 女                   | 狀元                                   | 香港大學內外全科醫學士                                        | [ 71 ] [ 87 ]                       |
| 2015（總人數：12）   | 嘉諾撒聖瑪利書院           | 黃沚堯               | 女                   | 狀元                                   | 香港大學心理學                                                | [ 87 ]                              |
| 2015（總人數：12）   | 拔萃女書院                 | 劉曉晴               | 女                   | 狀元                                   | 香港大學內外全科醫學士                                        | [ 71 ] [ 87 ]                       |
| 2015（總人數：12）   | 拔萃女書院                 | 容慧雯               | 女                   | 狀元#                                  | 香港大學內外全科醫學士                                        | [ 71 ] [ 87 ]                       |
| 2015（總人數：12）   | 港大同學會書院             | 郭俊勤               | 男                   | 狀元                                   | 香港大學內外全科醫學士                                        | [ 71 ] [ 87 ]                       |
| 2015（總人數：12）   | 港大同學會書院             | 譚樂敏               | 女                   | 狀元                                   | 香港大學工商管理學學士（法學）及法學士（雙學位課程）          | [ 87 ]                              |
| 2015（總人數：12）   | 英皇書院                   | 陳樂邦               | 男                   | 超級狀元                               | 香港大學內外全科醫學士                                        | [ 71 ] [ 87 ]                       |
| 2015（總人數：12）   | 藍田聖保祿中學             | 黃海旋               | 女                   | 狀元                                   | 香港大學牙醫學士                                              | [ 87 ] [ 88 ]                       |
| 2015（總人數：12）   | 香港道教聯合會鄧顯紀念中學 | 鍾易                 | 男                   | 狀元                                   | 香港大學社會科學學士（政治學與法學）及法學士（雙學位課程）    | [ 87 ]                              |
| 2015（總人數：12）   | 順德聯誼總會梁銶琚中學     | 高梓諾               | 男                   | 狀元                                   | 香港大學內外全科醫學士                                        | [ 71 ] [ 87 ]                       |
| 2016（總人數：5）    | 拔萃女書院                 | 張綽倩               | 女                   | 狀元                                   | 香港中文大學內外全科醫學士                                    | [ 89 ] [ 90 ] [ 71 ] [ 91 ] [ 92 ]  |
| 2016（總人數：5）    | 拔萃女書院                 | 姚子晴               | 女                   | 狀元                                   | 香港大學牙醫學士                                              | [ 91 ] [ 88 ]                       |
| 2016（總人數：5）    | 皇仁書院                   | 黃灝森               | 男                   | 狀元                                   | 香港大學內外全科醫學士                                        | [ 71 ] [ 91 ]                       |
| 2016（總人數：5）    | 聖保羅男女中學             | 史泳桐               | 女                   | 狀元                                   | 香港大學工商管理學學士（法學）及法學士（雙學位課程）          | [ 91 ]                              |
| 2016（總人數：5）    | 香港培正中學               | 房穎儀               | 女                   | 狀元#                                  | 香港中文大學藥劑學                                            | [ 90 ] [ 93 ]                       |
| 2017（總人數：6）    | 聖保羅男女中學             | 鄧惠慈               | 女                   | 狀元                                   | 香港大學內外全科醫學士                                        | [ 71 ] [ 94 ] [ 95 ]                |
| 2017（總人數：6）    | 聖保羅男女中學             | 李朗軒               | 男                   | 狀元                                   | 香港大學內外全科醫學士                                        | [ 71 ] [ 94 ]                       |
| 2017（總人數：6）    | 拔萃女書院                 | 林莉雯               | 女                   | 超級狀元                               | 香港中文大學內外全科醫學士                                    | [ 71 ]                              |
| 2017（總人數：6）    | 皇仁書院                   | 蔡維澤               | 男                   | 狀元                                   | 香港大學內外全科醫學士                                        | [ 94 ]                              |
| 2017（總人數：6）    | 庇理羅士女子中學           | 施奕昕               | 女                   | 狀元                                   | 香港大學內外全科醫學士                                        | [ 71 ] [ 94 ]                       |
| 2017（總人數：6）    | 民生書院                   | 梁冠康               | 男                   | 狀元                                   | 香港大學牙醫學士                                              | [ 94 ] [ 88 ]                       |
| 2018（總人數：11）   | 聖保羅男女中學             | 傅霆軒               | 男                   | 超級狀元#                              | 香港大學內外全科醫學士                                        | [ 96 ] [ 97 ] [ 98 ] [ 99 ] [ 100 ] |
| 2018（總人數：11）   | 聖保羅男女中學             | 黃程灝               | 男                   | 超級狀元                               | 香港大學工商管理學學士（法學）及法學士（雙學位課程）          | [ 100 ]                             |
| 2018（總人數：11）   | 聖保羅男女中學             | 陸禧                 | 男                   | 狀元                                   | 香港中文大學環球商業學                                        | [ 101 ]                             |
| 2018（總人數：11）   | 聖保羅男女中學             | 藍正宏               | 男                   | 狀元                                   | 香港大學法學士                                                | [ 100 ]                             |
| 2018（總人數：11）   | 拔萃女書院                 | 林悅兒               | 女                   | 狀元                                   | 香港大學內外全科醫學士                                        | [ 100 ]                             |
| 2018（總人數：11）   | 拔萃女書院                 | 梁芷喬               | 女                   | 狀元                                   | 牛津大學哲學、政治學及經濟學                                  | [ 102 ]                             |
| 2018（總人數：11）   | 喇沙書院                   | 黃子衡               | 男                   | 終極狀元（首名考獲合共「18星」的考生） | 香港大學內外全科醫學士                                        | [ 100 ]                             |
| 2018（總人數：11）   | 皇仁書院                   | 袁瑋謙               | 男                   | 超級狀元                               | 香港大學內外全科醫學士                                        | [ 71 ] [ 101 ]                      |
| 2018（總人數：11）   | 拔萃男書院                 | 沈家浩               | 男                   | 超級狀元                               | 香港大學牙醫學士                                              | [ 100 ]                             |
| 2018（總人數：11）   | 德望學校                   | 李焯瑩               | 女                   | 狀元                                   | 香港大學社會科學學士（政治學與法學）及法學士（雙學位課程）    | [ 100 ]                             |
| 2018（總人數：11）   | 將軍澳官立中學             | 陳曉汶               | 女                   | 狀元#                                  | 香港大學內外全科醫學士，並於2019年轉學至香港城市大學獸醫學士  | [ 99 ] [ 103 ]                      |
| 2019（總人數：12）   | 喇沙書院                   | 黃子峯               | 男                   | 超級狀元                               | 香港中文大學內外全科醫學士                                    | [ 104 ] [ 105 ] [ 106 ] [ 107 ]     |
| 2019（總人數：12）   | 喇沙書院                   | 蕭子聰               | 男                   | 狀元                                   | 香港中文大學內外全科醫學士                                    | [ 106 ] [ 107 ]                     |
| 2019（總人數：12）   | 喇沙書院                   | 許友灝               | 男                   | 狀元                                   | 香港中文大學內外全科醫學士                                    | [ 106 ] [ 107 ]                     |
| 2019（總人數：12）   | 拔萃女書院                 | 蔡欣平               | 女                   | 超級狀元                               | 劍橋大學經濟學                                                | [ 106 ] [ 107 ] [ 108 ]             |
| 2019（總人數：12）   | 拔萃女書院                 | 施雲芳               | 女                   | 狀元                                   | 香港中文大學內外全科醫學士                                    | [ 109 ]                             |
| 2019（總人數：12）   | 聖保羅男女中學             | 甘浚祺               | 男                   | 超級狀元                               | 香港中文大學內外全科醫學士                                    | [ 106 ] [ 107 ]                     |
| 2019（總人數：12）   | 皇仁書院                   | 余曉逸               | 男                   | 超級狀元                               | 香港大學內外全科醫學士                                        | [ 105 ]                             |
| 2019（總人數：12）   | 拔萃男書院                 | 周伯儒               | 男                   | 超級狀元                               | 香港大學內外全科醫學士                                        | [ 105 ]                             |
| 2019（總人數：12）   | 聖保羅書院                 | 黃瀚賢               | 男                   | 超級狀元                               | 香港大學工商管理學學士（法學）及法學士（雙學位課程）          | [ 105 ]                             |
| 2019（總人數：12）   | 香港培正中學               | 葉卓穎               | 女                   | 狀元                                   | 香港中文大學內外全科醫學士                                    | [ 106 ] [ 107 ]                     |
| 2019（總人數：12）   | 聖馬可中學                 | 陳韋諾               | 男                   | 狀元                                   | 香港中文大學內外全科醫學士                                    | [ 106 ] [ 107 ]                     |
| 2019（總人數：12）   | 觀塘瑪利諾書院             | 杜焯賢               | 男                   | 狀元                                   | 香港大學牙醫學士                                              | [ 105 ]                             |
| 2020（總人數：7）    | 聖保羅男女中學             | 林綽宏               | 男                   | 超級狀元                               | 劍橋大學工程學                                                | [ 110 ] [ 111 ] [ 112 ]             |
| 2020（總人數：7）    | 聖保羅男女中學             | 黃摯毅               | 男                   | 狀元                                   | 香港中文大學細胞及分子生物學                                  |                                     |
| 2020（總人數：7）    | 聖保羅男女中學             | 盧曉晴               | 女                   | 狀元                                   | 香港大學內外全科醫學士                                        | [ 111 ]                             |
| 2020（總人數：7）    | 拔萃女書院                 | 羅穎賢               | 女                   | 超級狀元                               | 牛津大學英國語言與文學                                        | [ 113 ]                             |
| 2020（總人數：7）    | 拔萃女書院                 | 莊恩盈               | 女                   | 狀元                                   | 劍橋大學人類、社會與政治科學                                  |                                     |
| 2020（總人數：7）    | 皇仁書院                   | 吳浩渝               | 男                   | 狀元                                   | 香港大學內外全科醫學士                                        | [ 111 ]                             |
| 2020（總人數：7）    | 香港華仁書院               | 洪臻                 | 男                   | 狀元                                   | 香港大學內外全科醫學士                                        | [ 111 ]                             |
| 2021（總人數：7）    | 拔萃女書院                 | 陳愷盈               | 女                   | 超級狀元                               | 香港中文大學內外全科醫學士                                    | [ 114 ] [ 115 ] [ 116 ]             |
| 2021（總人數：7）    | 拔萃女書院                 | 李卓藍               | 女                   | 狀元                                   | 劍橋大學法學                                                  | [ 117 ]                             |
| 2021（總人數：7）    | 嘉諾撒聖瑪利書院           | 余尚穎               | 女                   | 超級狀元                               | 香港大學內外全科醫學士                                        | [ 115 ]                             |
| 2021（總人數：7）    | 保良局董玉娣中學           | 趙爾納               | 男                   | 超級狀元                               | 香港大學計量金融理學士                                        | [ 115 ]                             |
| 2021（總人數：7）    | 聖士提反女子中學           | 陳樂融               | 女                   | 狀元                                   | 香港中文大學內外全科醫學士                                    | [ 116 ]                             |
| 2021（總人數：7）    | 伊利沙伯中學               | 梁博賢               | 男                   | 狀元                                   | 香港中文大學內外全科醫學士                                    | [ 116 ]                             |
| 2021（總人數：7）    | 英華書院                   | 程朗                 | 男                   | 狀元                                   | 香港中文大學內外全科醫學士                                    | [ 116 ]                             |
| 2022（總人數：11）   | 拔萃女書院                 | 冼家朗               | 女                   | 狀元                                   | 劍橋大學人類、社會與政治科學                                  | [ 118 ] [ 119 ] [ 120 ]             |
| 2022（總人數：11）   | 皇仁書院                   | 麥顥邦               | 男                   | 狀元                                   | 香港中文大學內外全科醫學士                                    | [ 119 ]                             |
| 2022（總人數：11）   | 喇沙書院                   | 張殷碩               | 男                   | 狀元                                   | 香港中文大學內外全科醫學士                                    | [ 119 ]                             |
| 2022（總人數：11）   | 英皇書院                   | 甘仲軒               | 男                   | 狀元                                   | 香港中文大學內外全科醫學士                                    | [ 119 ]                             |
| 2022（總人數：11）   | 新界鄉議局元朗區中學       | 俞東晴               | 女                   | 狀元#@                                 | 香港大學—倫敦大學學院法學士雙學位課程                         | [ 121 ]                             |
| 2022（總人數：11）   | 聖公會林護紀念中學         | 區沛恩               | 女                   | 狀元@                                  | 劍橋大學自然科學                                              | [ 122 ]                             |
| 2022（總人數：11）   | 伊利沙伯中學               | 謝承臻               | 男                   | 超級狀元                               | 香港中文大學內外全科醫學士                                    | [ 119 ]                             |
| 2022（總人數：11）   | 香港培正中學               | 焦采溢               | 女                   | 超級狀元                               | 香港大學內外全科醫學士                                        |                                     |
| 2022（總人數：11）   | 協恩中學                   | 周愷彤               | 女                   | 超級狀元                               | 香港中文大學內外全科醫學士                                    | [ 119 ]                             |
| 2022（總人數：11）   | 迦密中學                   | 曾志鵬               | 男                   | 超級狀元                               | 香港中文大學計量金融學及風險管理科學理學士                    | [ 123 ]                             |
| 2022（總人數：11）   | 拔萃男書院                 | 梁嘉朗               | 男                   | 超級狀元#                              | 香港中文大學內外全科醫學士                                    | [ 124 ]                             |
| 2023（總人數：4）    | 聖保羅男女中學             | 古冰心               | 女                   | 超級狀元                               | 香港大學內外全科醫學士                                        | [ 125 ] [ 126 ] [ 127 ]             |
| 2023（總人數：4）    | 聖保羅男女中學             | 藍仲宏               | 男                   | 超級狀元                               | 劍橋大學自然科學                                              | [ 80 ]                              |
| 2023（總人數：4）    | 皇仁書院                   | 羅澤嘉               | 男                   | 超級狀元                               | 香港中文大學內外全科醫學士                                    | [ 128 ]                             |
| 2023（總人數：4）    | 德望學校                   | 鄭苡晴               | 女                   | 狀元                                   | 香港大學內外全科醫學士                                        | [ 126 ]                             |
| 2024（總人數：11）   | 英皇書院                   | 葉劭源               | 男                   | 超級狀元                               | 香港大學內外全科醫學士                                        | [ 129 ] [ 130 ] [ 131 ]             |
| 2024（總人數：11）   | 聖若瑟書院                 | 廖俊翔               | 男                   | 超級狀元                               | 香港中文大學內外全科醫學士                                    | [ 132 ] [ 131 ]                     |
| 2024（總人數：11）   | 聖保羅男女中學             | 黃澍僖               | 男                   | 超級狀元                               | 香港大學內外全科醫學士                                        | [ 133 ] [ 131 ]                     |
| 2024（總人數：11）   | 聖保羅男女中學             | 歐陽張維             | 男                   | 超級狀元                               | 香港科技大學環球商業管理學士                                  | [ 131 ] [ 132 ]                     |
| 2024（總人數：11）   | 培正中學                   | 鄺弘哲               | 男                   | 超級狀元                               | 香港中文大學內外全科醫學士                                    | [ 133 ] [ 131 ]                     |
| 2024（總人數：11）   | 拔萃男書院                 | 陳耀生               | 男                   | 超級狀元                               | 香港中文大學內外全科醫學士                                    |                                     |
| 2024（總人數：11）   | 喇沙書院                   | 鍾柏綸               | 男                   | 超級狀元                               | 倫敦帝國學院經濟學、金融學與數據科學學士                      | [ 134 ] [ 131 ]                     |
| 2024（總人數：11）   | 喇沙書院                   | 陳澤鋒               | 男                   | 狀元                                   | 香港中文大學內外全科醫學士                                    | [ 133 ] [ 131 ]                     |
| 2024（總人數：11）   | 英華女學校                 | 劉翯悠               | 女                   | 超級狀元                               | 英國亞伯丁大學內外全科醫學士                                  | [ 134 ] [ 131 ] [ 135 ]             |
| 2024（總人數：11）   | 香港中國婦女會中學         | 姚臻怡               | 女                   | 狀元                                   | 香港中文大學內外全科醫學士                                    | [ 133 ] [ 131 ] [ 136 ]             |
| 2024（總人數：11）   | 新界鄉議局元朗區中學       | 黃靖康               | 男                   | 超級狀元@                              | 香港中文大學內外全科醫學士                                    | [ 137 ] [ 138 ]                     |
| 2025（總人數：16）   | 香港中國婦女會中學         | 王海博               | 男                   | 終極狀元                               | 香港中文大學內外全科醫學士                                    | [ 139 ] [ 140 ]                     |
| 2025（總人數：16）   | 聖保羅男女中學             | 鄭曣載               | 男                   | 超級狀元                               | 香港中文大學內外全科醫學士                                    | [ 141 ] [ 140 ]                     |
| 2025（總人數：16）   | 聖保羅男女中學             | 龔炘朗               | 男                   | 超級狀元                               | 劍橋大學經濟學                                                | [ 142 ] [ 140 ]                     |
| 2025（總人數：16）   | 聖保羅男女中學             | 黃嘉揚               | 男                   | 超級狀元                               | 劍橋大學自然科學                                              | [ 140 ]                             |
| 2025（總人數：16）   | 聖保羅男女中學             | 曾銘聰               | 男                   | 狀元#                                  | 香港大學內外全科醫學士                                        | [ 143 ] [ 144 ] [ 145 ]             |
| 2025（總人數：16）   | 皇仁書院                   | 濮愷俊               | 男                   | 超級狀元                               |                                                               | [ 146 ]                             |
| 2025（總人數：16）   | 拔萃女書院                 | 黃穎妍               | 女                   | 超級狀元                               | 香港大學內外全科醫學士                                        | [ 147 ] [ 140 ]                     |
| 2025（總人數：16）   | 喇沙書院                   | 陳博軒               | 男                   | 超級狀元                               |                                                               | [ 148 ]                             |
| 2025（總人數：16）   | 英皇書院                   | 容卓言               | 男                   | 超級狀元                               | 香港大學內外全科醫學士                                        | [ 149 ] [ 140 ]                     |
| 2025（總人數：16）   | 華英中學                   | 黃柏熹               | 男                   | 超級狀元                               | 香港中文大學內外全科醫學士                                    | [ 150 ] [ 140 ]                     |
| 2025（總人數：16）   | 保良局董玉娣中學           | 黃泓智               | 男                   | 超級狀元                               | 香港中文大學內外全科醫學士                                    | [ 151 ] [ 140 ]                     |
| 2025（總人數：16）   | 迦密柏雨中學               | 何恩程               | 女                   | 超級狀元                               |                                                               | [ 152 ]                             |
| 2025（總人數：16）   | 協恩中學                   | 何韋瑩               | 女                   | 狀元                                   |                                                               | [ 153 ]                             |
| 2025（總人數：16）   | 香港道教聯合會鄧顯紀念中學 | 王苑廷               | 女                   | 狀元                                   | 香港中文大學內外全科醫學士                                    | [ 154 ] [ 140 ]                     |
| 2025（總人數：16）   | 民生書院                   | 李政                 | 男                   | 狀元                                   | 香港城市大學獸醫學                                            | [ 155 ] [ 140 ]                     |
| 2025（總人數：16）   | 香港真光中學               | 馮乙翹               | 女                   | 狀元                                   | 倫敦政治經濟學院環境可持續發展經濟學                          | [ 156 ] [ 140 ]                     |
| 2025（總人數：16）   | 張祝珊英文中學             | 邱博恩               | 男                   | 狀元                                   | 劍橋大學自然科學（物理）                                      | [ 157 ] [ 140 ]                     |

| 歷年狀元學校統計           | 歷年狀元學校統計 | 歷年狀元學校統計 | 歷年狀元學校統計 | 歷年狀元學校統計 | 歷年狀元學校統計 | 歷年狀元學校統計 | 歷年狀元學校統計 |
| 狀元就讀學校               | 狀元總人數       | 男狀元人數       | 女狀元人數       | 狀元人數         | 超級狀元人數     | 終極狀元人數     | 年份分佈（人數） |
| -------------------------- | ---------------- | ---------------- | ---------------- | ---------------- | ---------------- | ---------------- | --- |
| 聖保羅男女中學             | 23               | 17               | 6                | 10               | 13               |                  | 2013 (1), 2014 (3), 2016 (1), 2017 (2), 2018 (4)#, 2019 (1), 2020 (3), 2023 (2), 2024 (2), 2025(4)                     |
| 皇仁書院                   | 15               | 15               |                  | 10               | 5                |                  | 2012 (2), 2013 (2), 2014 (1), 2015 (2), 2016 (1), 2017 (1), 2018 (1), 2019 (1), 2020 (1), 2022 (1), 2023 (1), 2025 (1) |
| 拔萃女書院                 | 15               |                  | 15               | 10               | 5                |                  | 2015 (2)#, 2016 (2), 2017 (1), 2018 (2), 2019 (2), 2020 (2), 2021 (2), 2022 (1), 2025 (1)                              |
| 喇沙書院                   | 9                | 9                |                  | 5                | 3                | 1                | 2013 (1), 2018 (1), 2019 (3), 2022 (1), 2024 (2), 2025 (1)                                                             |
| 嘉諾撒聖瑪利書院           | 5                |                  | 5                | 3                | 2                |                  | 2012 (1), 2014 (1), 2015 (2), 2021 (1)                                                                                 |
| 香港培正中學               | 5                | 2                | 3                | 2                | 3                |                  | 2012 (1), 2016 (1)#, 2019 (1), 2022 (1), 2024 (1)                                                                      |
| 英皇書院                   | 5                | 5                |                  | 2                | 3                |                  | 2014 (1), 2015 (1), 2022 (1), 2024 (1), 2025 (1)                                                                       |
| 拔萃男書院                 | 4                | 4                |                  |                  | 4                |                  | 2018 (1), 2019 (1), 2022 (1)#, 2024 (1)                                                                                |
| 德望學校                   | 3                |                  | 3                | 2                | 1                |                  | 2013 (1), 2018 (1), 2023 (1)                                                                                           |
| 協恩中學                   | 3                |                  | 3                |                  | 3                |                  | 2014 (1), 2022 (1), 2025 (1)                                                                                           |
| 英華女學校                 | 2                |                  | 2                | 1                | 1                |                  | 2013 (1), 2024 (1) |
| 聖保祿中學                 | 2                |                  | 2                | 2                |                  |                  | 2014 (2) |
| 港大同學會書院             | 2                | 1                | 1                | 2                |                  |                  | 2015 (2) |
| 伊利沙伯中學               | 2                | 2                |                  | 1                | 1                |                  | 2021 (1), 2022 (1) |
| 新界鄉議局元朗區中學       | 2                | 1                | 1                | 1                | 1                |                  | 2022 (1)@, 2024 (1)@                                                                                                   |
| 香港中國婦女會中學         | 2                | 1                | 1                | 1                |                  | 1                | 2024 (1), 2025 (1) |
| 華英中學                   | 2                | 2                |                  |                  | 2                |                  | 2014 (1), 2025 (1) |
| 香港道教聯合會鄧顯紀念中學 | 2                | 1                | 1                | 1                | 1                |                  | 2015 (1), 2025 (1) |
| 民生書院                   | 2                | 2                |                  | 1                | 1                |                  | 2017 (1), 2025 (1) |
| 保良局董玉娣中學           | 2                | 2                |                  |                  | 2                |                  | 2021 (1), 2025(1) |
| 保良局第一張永慶中學       | 1                | 1                |                  |                  | 1                |                  | 2012 (1)# |
| 聖言中學                   | 1                | 1                |                  |                  | 1                |                  | 2012 (1) |
| 中華基督教會協和書院       | 1                |                  | 1                | 1                |                  |                  | 2013 (1) |
| 香港青年協會李兆基書院     | 1                | 1                |                  | 1                |                  |                  | 2013 (1) |
| 真光女書院                 | 1                |                  | 1                | 1                |                  |                  | 2013 (1) |
| 九龍華仁書院               | 1                | 1                |                  | 1                |                  |                  | 2014 (1) |
| 聖士提反書院               | 1                | 1                |                  | 1                |                  |                  | 2014 (1) |
| 順德聯誼總會梁銶琚中學     | 1                | 1                |                  | 1                |                  |                  | 2015 (1) |
| 藍田聖保祿中學             | 1                |                  | 1                | 1                |                  |                  | 2015 (1) |
| 庇理羅士女子中學           | 1                |                  | 1                | 1                |                  |                  | 2017 (1) |
| 將軍澳官立中學             | 1                |                  | 1                | 1                |                  |                  | 2018 (1)# |
| 觀塘瑪利諾書院             | 1                | 1                |                  | 1                |                  |                  | 2019 (1) |
| 聖馬可中學                 | 1                | 1                |                  | 1                |                  |                  | 2019 (1) |
| 聖保羅書院                 | 1                | 1                |                  |                  | 1                |                  | 2019 (1) |
| 香港華仁書院               | 1                | 1                |                  | 1                |                  |                  | 2020 (1) |
| 聖士提反女子中學           | 1                |                  | 1                | 1                |                  |                  | 2021 (1) |
| 英華書院                   | 1                | 1                |                  | 1                |                  |                  | 2021 (1) |
| 迦密中學                   | 1                | 1                |                  |                  | 1                |                  | 2022 (1) |
| 聖公會林護紀念中學         | 1                |                  | 1                | 1                |                  |                  | 2022 (1)@ |
| 聖若瑟書院                 | 1                | 1                |                  |                  | 1                |                  | 2024 (1) |
| 迦密柏雨中學               | 1                |                  | 1                |                  | 1                |                  | 2025 (1) |
| 張祝珊英文中學             | 1                | 1                |                  | 1                |                  |                  | 2025 (1) |
| 香港真光中學               | 1                |                  | 1                | 1                |                  |                  | 2025 (1) |

註：#經覆核成績後成為狀元；@經過上訴覆核後成為狀元。

## 外部連結
- 香港教育局 （页面存档备份，存于）
- 香港考試及評核局 （页面存档备份，存于）
- 大學聯合招生辦法（新高中學制轉變） （页面存档备份，存于）